# 拟异型碘泡虫
拟异型碘泡虫（学名：Myxobolus paradispar）为碘泡科碘泡虫属的动物。在中国，分布于湖南等，营寄生生活，寄生在鳙的胆囊。